# Lluís Romeu i Corominas

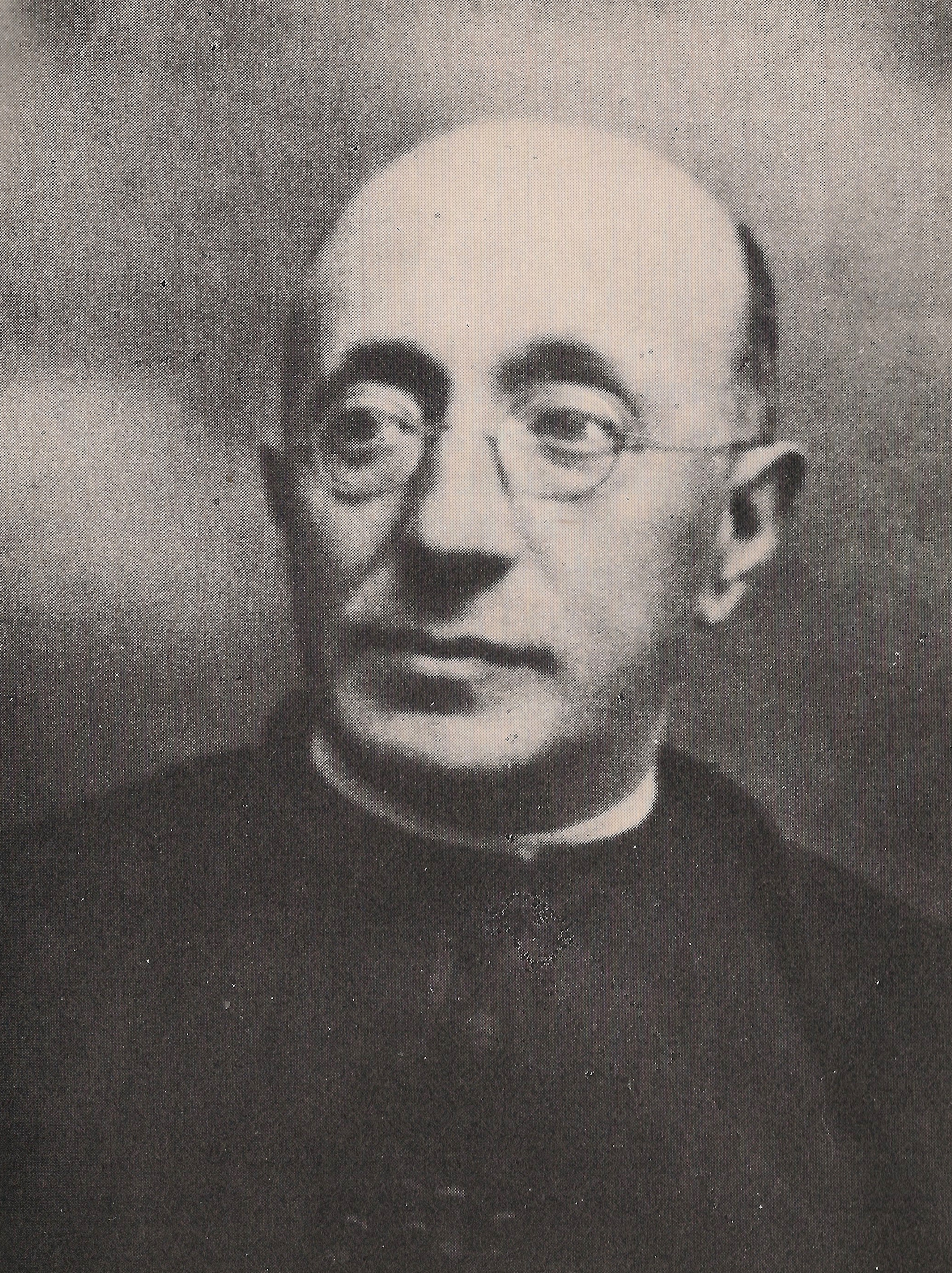
Lluís Romeu i Corominas

Lluís Romeu i Corominas (* 23. Juni 1874 in Vic, Katalonien; † 23. September 1937 ebenda) war ein spanischer Komponist, Organist, Kapellmeister und römisch-katholischer Priester.

## Leben und Werk
Lluís Romeu erhielt seine musikalische Grundausbildung bei Lluís Jordà an der städtischen Musikschule in Vic. Er vertiefte sein Musikwissen in Studien bei Felip Pedrell in Barcelona und schloss sein Studium bei dem Organisten und Komponisten Josep Ribera in Barcelona ab. 1898 wurde er zum Priester geweiht.
Er wirkte schon während seiner Studienzeit in Barcelona in der Pfarrei Bonanova als Organist. 1901 wurde er Organist und Kapellmeister der Kathedrale von Vic. Diese Positionen gab er 1920 auf.
Lluís Romeu ist Komponist origineller, tiefgründiger Werke, in denen er in der Art eines modernen Diskantes eine Verbindung zwischen den einstimmigen Melodien der Gregorianik und dem katalanischen Volkslied schuf. Er schrieb fünf Messen, Motetten, Hymnen, Lieder und Gesänge, Orgelstücke und das Oratorium Adveniat regnum tuum. Ein Höhepunkt seines kompositorischen Wirkens waren zahlreiche Harmonisierungen katalanischer religiöser Volkslieder, insbesondere Chorfassungen katalanischer Weihnachtslieder. Einige seiner Kompositionen sind in Katalonien weitherum bekannt und werden zu religiösen Anlässen häufig aufgeführt. Deswegen wird Romeu dort auch als „Apostel der geistlichen Musik“ tituliert.